# Illán de Vacas
Illán de Vacas är en ort och kommun i provinsen Toledo i den autonoma regionen Kastilien-La Mancha i centrala Spanien. Orten ligger cirka 47 kilometer nordväst om Toledo. Kommunen har 2 invånare (2024), på en yta av 9,15 km². Invånarantalet gör Illán de Vacas till en av Spaniens minsta kommuner tillsammans med Villarroya i La Rioja.
Kommunen gränsar i norr till Los Cerralbos, i nordost till Otero, i öster till Domingo Pérez, i söder till Cebolla och i väster till Lucillos. Samhället ligger på en höjd av 480 meter över havet, längs järnvägen mellan Talavera de la Reina och Torrijos. Det ligger cirka 88 kilometer sydväst om Madrid.
I samhället finns en kyrka som är tillägnad Jungfru Marie himmelsfärd (Iglesia de la Asunción de Nuestra Señora).